# Gran Premi de Mònaco del 1998
Resultats del Gran Premi de Mònaco de Fórmula 1 de la temporada 1998, disputat al circuit urbà de Montecarlo el 24 de maig del 1998.

## Resultats de la cursa
| Pos | No | Pilot                 | Equip                  | Voltes | Temps/ Retir.    | Pos. de sort. | Punts |
| --- | -- | --------------------- | ---------------------- | ------ | ---------------- | ------------- | ----- |
| 1   | 8  | Mika Häkkinen         | McLaren - Mercedes     | 78     | 1h 51' 24. 4     | 1             | 10    |
| 2   | 5  | Giancarlo Fisichella  | Benetton - Playlife    | 78     | + 11.475 s       | 3             | 6     |
| 3   | 4  | Eddie Irvine          | Ferrari                | 78     | + 41.378 s       | 7             | 4     |
| 4   | 17 | Mika Salo             | Arrows                 | 78     | + 1' 00.363 min. | 8             | 3     |
| 5   | 1  | Jacques Villeneuve    | Williams - Mecachrome  | 77     | + 1 Volta        | 13            | 2     |
| 6   | 16 | Pedro Diniz           | Arrows                 | 77     | + 1 Volta        | 12            | 1     |
| 7   | 15 | Johnny Herbert        | Sauber - Petronas      | 77     | + 1 Volta        | 9             |       |
| 8   | 9  | Damon Hill            | Jordan - Mugen - Honda | 76     | + 2 Voltes       | 15            |       |
| 9   | 22 | Shinji Nakano         | Minardi - Ford         | 76     | + 2 Voltes       | 19            |       |
| 10  | 3  | Michael Schumacher    | Ferrari                | 76     | + 2 Voltes       | 4             |       |
| 11  | 21 | Toranosuke Takagi     | Tyrrell - Ford         | 76     | + 2 Voltes       | 20            |       |
| 12  | 14 | Jean Alesi            | Sauber - Petronas      | 72     | Caixa canvi      | 11            |       |
| Ret | 12 | Jarno Trulli          | Prost - Peugeot        | 56     | Caixa canvi      | 10            |       |
| Ret | 11 | Olivier Panis         | Prost - Peugeot        | 49     | Rodes            | 18            |       |
| Ret | 10 | Ralf Schumacher       | Jordan - Mugen - Honda | 44     | Suspensions      | 16            |       |
| Ret | 6  | Alexander Wurz        | Benetton - Playlife    | 42     | Virolla          | 6             |       |
| Ret | 19 | Jan Magnussen         | Stewart - Ford         | 30     | Suspensions      | 17            |       |
| Ret | 7  | David Coulthard       | McLaren - Mercedes     | 17     | Motor            | 2             |       |
| Ret | 18 | Rubens Barrichello    | Stewart - Ford         | 11     | Suspensions      | 14            |       |
| Ret | 2  | Heinz-Harald Frentzen | Williams - Mecachrome  | 5      | Col·lisió        | 5             |       |
| Ret | 23 | Esteban Tuero         | Minardi - Ford         | 0      | Virolla          | 21            |       |

## Altres
- Pole: Mika Häkkinen 1' 19. 798
- Volta ràpida: Mika Häkkinen 1' 22. 948 (a la volta 29)